# Matthew Rossiter
Matthew „Matt“ Rossiter (* 25. September 1989) ist ein britischer Ruderer. Er gewann zwei Bronzemedaillen bei Weltmeisterschaften und war 2019 und 2021 Europameister im Vierer ohne Steuermann.

## Karriere
Rossiter begann 2004 mit dem Rudern. 2007 gewann er mit dem britischen Vierer ohne Steuermann bei den Junioren-Weltmeisterschaften. 2008 belegte er mit dem Achter den fünften Platz bei den U23-Weltmeisterschaften, 2009 gewann er Bronze. 2010 trat er im Vierer ohne Steuermann an und erkämpfte eine Silbermedaille zusammen mit Nathaniel Reilly-O’Donnell, George Nash und Constantine Louloudis. Während die anderen drei in die britische Nationalmannschaft aufrückten, erlitt Rossiter 2011 eine schwere Rückenverletzung und war die nächsten zwei Jahre Patient.
2016 war Rossiter als Mitglied des Leander Club wieder im Leistungssport aktiv und 2017 rückte er in die Nationalmannschaft. Zusammen mit Jacob Dawson siegte Rossiter im Zweier ohne Steuermann beim Weltcup-Auftakt 2017 in Belgrad. Die beiden belegten den fünften Platz bei den Europameisterschaften 2017. Danach wechselte Rossiter in den Vierer und belegte zusammen mit Mohamed Sbihi, Matthew Tarrant und William Satch den zweiten Platz beim Weltcup in Posen hinter dem australischen Boot, bei der letzten Weltcup-Regatta in Luzern siegten die Briten. Bei den Weltmeisterschaften 2017 in Sarasota siegten die Australier vor den Italienern, dahinter erhielten Rossiter, Sbihi, Tarrant und Satch die Bronzemedaille. 2018 belegte er zusammen mit Oliver Cook im Zweier den fünften Platz bei den Weltcup-Regatten in Linz und Luzern. Bei den Europameisterschaften in Glasgow erreichten die beiden den siebten Platz, in Plowdiw bei den Weltmeisterschaften 2018 ruderten die beiden auf den achten Platz.
2019 wechselten Cook und Rossiter in den Vierer ohne Steuermann. Zusammen mit Rory Gibbs und Sholto Carnegie siegten sie bei den Europameisterschaften in Luzern vor den Polen und den Deutschen. Im Weltcup belegten die Briten den vierten Platz in Posen und den zweiten Platz in Rotterdam. Ende August bei den Weltmeisterschaften in Linz siegten die Polen vor den Rumänen, dahinter erruderten die Briten die Bronzemedaille. 2021 gewann der britische Vierer bei den Europameisterschaften in Varese vor den Rumänen und den Italienern. Bei den Olympischen Spielen in Tokio belegte der britische Vierer den vierten Platz.
Beim America’s Cup 2024 war er als Fahrradgrinder auf der Rennyacht des Teams Ineos Britannia an Bord.